# Colostethus mertensi
Colostethus mertensi là một loài ếch thuộc họ Dendrobatidae, currently threatened by habitat loss. đặc hữu của Colombia, môi trường sống tự nhiên của chúng là vùng núi ẩm nhiệt đới hoặc cận nhiệt đới, sông ngòi, và đầm nước ngọt có nước theo mùa.